# 第53回天皇杯全日本サッカー選手権大会
第53回天皇杯全日本サッカー選手権大会（だい53かいてんのうはいぜんにほんサッカーせんしゅけんたいかい）は、1973年（昭和48年）12月2日から1974年（昭和49年）1月1日まで開かれた天皇杯全日本サッカー選手権大会である。

## 概要
- 本大会出場は26チーム。

## 出場チーム

### 日本サッカーリーグ1部
- 東洋工業（22回目）
- 新日本製鐵（17回目）
- 古河電工（10回目）
- 日立製作所（9回目）
- 三菱重工（9回目）
- ヤンマー（6回目）
- 日本鋼管（3回目）
- 田辺製薬（2回目）
- 藤和不動産（2回目）
- トヨタ自工（2回目）

### 北海道
- 札幌大学（初出場）

### 東北
- 新日鐵釜石（2回目）

### 関東
- 早稲田大学（13回目）
- 中央大学（11回目）
- 法政大学（5回目）
- 日本体育大学（初出場）

### 北信越
- テイヘンズFC（初出場）

### 東海
- 本田技研（初出場）
- 名城大学（初出場）

### 関西
- 京都紫光クラブ（7回目）
- 大阪商業大学（3回目）
- 大阪経済大学（2回目）
- 大日日本電線（2回目）

### 中国
- 永大産業（2回目）

### 四国
- 大塚製薬（初出場）

### 九州
- 九州産業大学（初出場）

## 試合

### 1回戦
- 中央大学 3-0 新日鐵釜石
- 大塚製薬 3-1 大阪経済大学

### 2回戦
- 中央大学 1-4 トヨタ自工
- 永大産業 1-0 大日日本電線
- 名城大学 0-1 早稲田大学
- 九州産業大学 2-3 大阪商業大学
- 京都紫光クラブ 2(PK2-3)2 本田技研
- 札幌大学 0-4 日本体育大学
- テイヘンズFC 0-8 法政大学
- 田辺製薬 2-1 大塚製薬

### 3回戦
- 日本鋼管 3-0 トヨタ自工
- 永大産業 0-1 東洋工業
- 古河電工 2(PK3-1)2 早稲田大学
- 大阪商業大学 0-3 日立製作所
- ヤンマー 4-1 本田技研
- 日本体育大学 0-2 藤和不動産
- 三菱重工 1(PK5-4)1 法政大学
- 田辺製薬 0-2 新日本製鐵

### 準々決勝
- 日本鋼管 3-4 東洋工業
- 古河電工 1-3 日立製作所
- ヤンマー 1-0 藤和不動産
- 三菱重工 2-0 新日本製鐵

### 準決勝
- 東洋工業 0-2 日立製作所
- ヤンマー 0-1 三菱重工

### 決勝
- 日立製作所 1-2 三菱重工